# Novákite
La novákite è un minerale.